# San Marino Academy
La San Marino Academy, meglio conosciuta come San Marino, è una società calcistica sammarinese con sede a Città di San Marino. Milita in Serie B, la seconda serie del campionato italiano femminile di calcio, mentre la squadra maschile gioca nel Campionato Sammarinese.
Istituita nel 2004, ha acquisito l'attuale denominazione nel 2017; è gestita dalla Federazione Sammarinese Giuoco Calcio ed è la principale rappresentante della Repubblica del Titano nel calcio femminile, in quanto a San Marino non viene organizzato un campionato nazionale né è presente una selezione nazionale.
Nel calcio maschile, la sua attività ha al massimo formazioni giovanili fino alla Under 22, che gioca dalla stagione 2023-2024 nel campionato sanmarinese di calcio.

## Storia
Il calcio femminile nella Repubblica di San Marino inizia la sua diffusione tra fine anni 1980 e inizio anni 1990, con l'attività di due squadre: Dogana e Cosmos, entrambe di Serravalle, che iscrivono una formazione ai campionati femminili italiani. Tuttavia, dopo nemmeno un decennio, entrambe concludono l'attività nel femminile a causa della sensibile riduzione delle praticanti, "emigrate" soprattutto verso formazioni della vicina Romagna.
Per un coinvolgimento più concreto bisogna attendere i primi anni 2000, quando la FSGC (Federazione Sammarinese Giuoco Calcio) decide di intraprendere alcune iniziative per aumentare le tesserate, ponendosi anche l'obiettivo di iscrivere una squadra nei campionati regionali italiani. Nella stagione 2004-2005 la squadra della "Federazione Sammarinese Giuoco Calcio" si presenta ai nastri di partenza della Serie D Emilia-Romagna, guidata dal tecnico Pier Domenico Cardelli. 
Nel 2006-2007 viene integrato il settore giovanile, con la nascita di una formazione Under-13. Sempre nella stessa stagione Maurizio Eraldo Reggini acquisisce il ruolo di capo allenatore della prima squadra, dopo essere stato vice nella stagione precedente. La stagione 2007-2008 si rivela vittoriosa, con le sammarinesi che trionfano in Serie D con 25 vittorie, due pareggi e una sola sconfitta in campionato, ottenendo la promozione in Serie C e raggiungendo anche la finale di Coppa Emilia, venendo però sconfitte. Alla prima stagione in C la Federazione Sammarinese non riesce a mantenere la categoria, retrocedendo subito in Serie D, ma ritornando altresì prontamente in Serie C grazie alla vittoria della Coppa Emilia 2009-2010, mentre in campionato era arrivato un terzo posto.
Nel 2010 la guida tecnica viene affidata al riminese Andrea Tentoni, ex calciatore di Serie A con Cremonese e Piacenza, mentre Reggini diventa coordinatore e responsabile tecnico. Nel 2013, invece, con la squadra sempre in Serie C, la panchina viene affidata a Mirco Balacich, che alla terza stagione (2015-2016) riesce a fare il double Serie C-Coppa Emilia, arrivando per la prima volta in un campionato a livello nazionale, la Serie B. Contemporaneamente viene creata anche una squadra Primavera (Under-19).
Nella Serie B 2016-2017 la squadra si piazza nella prima metà della classifica, al settimo posto nel girone B, con Balacich sostituito dopo 10 giornate da Fabio Baschetti. Nell'estate 2017 la Federazione Sammarinese Giuoco Calcio decide per la creazione della San Marino Academy, progetto varato per gestire l'attività giovanile e femminile del calcio sammarinese, con l'obiettivo di educare, formare e crescere ragazzi e ragazze. Nel 2017-2018 le donne allenate da Fabio Baschetti non riescono nell'impresa di mantenere la categoria (retrocedevano nella nuova Serie C tutte le squadre dal quarto posto in giù), piazzandosi quinte e scendendo quindi in C. 
Nell'estate 2018 la guida tecnica della San Marino Academy viene affidata ad Alain Conte. Con lui al timone la squadra vince il girone C di Serie C, e riesce anche ad ottenere la promozione in Serie B, nel frattempo diventata a girone unico, sconfiggendo 2-0 la Riozzese nello spareggio promozione a Noceto con reti di Francesca Lanotte su rigore e Yesica Soledad Menin. Nel 2019-2020 le Titane conducono un campionato al vertice in Serie B, prendendosi anche la vetta per due giornate, salvo poi tornare al secondo posto, e riuscendo ad accedere ai quarti di finale di Coppa Italia, unica squadra di seconda serie. A inizio marzo il torneo viene sospeso per la pandemia di COVID-19 che colpisce duramente l'Italia; il 20 maggio la FIGC opta per la sospensione definitiva del campionato cadetto, con la San Marino Academy al terzo posto in classifica, superata dalla Lazio con una partita in più, contemporaneamente rimandando le decisioni sugli esiti della stagione, le quali arrivano il 25 giugno, premiando il San Marino con la promozione in Serie A grazie al vantaggio sulle romane nella classifica redatta grazie al coefficiente correttivo.
L'avventura della serie A dura una stagione (2020-2021), terminando il campionato all'undicesimo posto e venendo in questo modo retrocessa in serie B.
Nella stagione 2021-2022, la San Marino Academy raggiunge il 3º posto. Nella stagione successiva, quella 2022-2023, si posiziona a metà classifica ottenendo il 10º posto, e nell'annata 2023-2024 al 12º posto.

## Colori e simboli

### Colori
Il completo da gioco principale del San Marino Academy è completamente di colore azzurro scuro, compresi pantaloncini e calzettoni, con numeri, nomi e delle brevi porzioni di bianco sulle spalle e sull'orlo inferiore della maglia. La seconda maglia è invece completamente rossa, sempre con delle piccole zone bianche negli stessi punti. Il portiere indossa la divisa rossa quando la squadra non è in completo da trasferta oppure una completamente nera con lo stesso pattern. 

### Simboli ufficiali

#### Stemma
Lo stemma adottato dal San Marino Academy presenta la scritta "SM ACADEMY FSGC" su sfondo bianco, con la prima sigla (abbreviazione di San Marino) in alto e a carattere maggiore, in blu bordato di bianco e blu, le altre in basso, una sopra all'altra, con caratteri di dimensione minore. Nel fondo dello stemma è presente un pallone con il classico motivo stellato. I bordi sono di colore blu e azzurro.

## Strutture

### Stadio
Il San Marino Academy disputa le sue partite interne al Campo sportivo di Acquaviva, a San Marino. In passato ha giocato anche a Dogana di Serravalle.

## Allenatori e presidenti
| Allenatori - 2004-2006 Pier Domenico Cardelli - 2006-2010 Maurizio Eraldo Reggini - 2010-2012 Andrea Tentoni - 2012-2016 Mirco Balacich - 2016-2017 Mirco Balacich Fabio Baschetti - 2017-2018 Fabio Baschetti - 2018-2021 Alain Conte - 2021-2022 Alessandro Recenti (1ª-5ª) Alain Conte (6ª-26ª) - 2022-2023 Giulia Domenichetti - 2023- Massimo Ricci (1ª-7ª) Gianni Marzocchi (8ª-9ª) Giacomo Venturi (10ª-30ª) - 2024-2025 Francesco Baldarelli (1ª-2ª) Filippo Zaghini (3ª) Simone Bragantini (dalla 4ª) | Presidenti - 2004-2017 Giorgio Crescentini - 2017-2024 Primo Toccaceli - 2024-oggi Corrado Selva |

## Palmarès

### Competizioni nazionali
- Campionato italiano di Serie C: 1

2018-2019 (girone C)

### Competizioni regionali
- Serie C: 1

2015-2016 (Emilia-Romagna)
- Serie D: 1

2007-2008 (Emilia-Romagna)
- Coppa Emilia: 2

2009-2010, 2015-2016

## Statistiche e record

### Partecipazioni ai campionati
Campionati nazionali
| Livello | Categoria | Partecipazioni | Debutto   | Ultima stagione | Totale |
| ------- | --------- | -------------- | --------- | --------------- | ------ |
| 1º      | Serie A   | 1              | 2020-2021 | 2020-2021       | 1      |
| 2º      | Serie B   | 7              | 2016-2017 | 2024-2025       | 7      |
| 3º      | Serie C   | 1              | 2018-2019 | 2018-2019       | 1      |

Campionati regionali
| Livello | Categoria | Partecipazioni | Debutto   | Ultima stagione | Totale |
| ------- | --------- | -------------- | --------- | --------------- | ------ |
| 3º      | Serie C   | 3              | 2013-2014 | 2015-2016       | 3      |
| 4º      | Serie C   | 4              | 2008-2009 | 2012-2013       | 4      |
| 5º      | Serie D   | 5              | 2004-2005 | 2009-2010       | 5      |

### Partecipazioni alle coppe
| Competizione         | Partecipazioni | Debutto   | Ultima stagione | Totale |
| -------------------- | -------------- | --------- | --------------- | ------ |
| Coppa Italia         | 8              | 2016-2017 | 2024-2025       | 8      |
| Coppa Italia Serie C | 1              | 2018-2019 | 2018-2019       | 1      |

## Organico

### Rosa 2024-2025
Rosa aggiornata all'11 settembre 2024.
| N. |                    | Ruolo | Calciatrice         |
| -- | ------------------ | ----- | ------------------- |
| 1  | Italia (bandiera)  | P     | Francesca Montanari |
| 3  | Italia (bandiera)  | D     | Valentina Congia    |
| 4  | Italia (bandiera)  | D     | Valeria Gardel      |
| 5  | Italia (bandiera)  | C     | Eleonora Crocioni   |
| 8  | Italia (bandiera)  | C     | Giorgia Bertolotti  |
| 10 | Italia (bandiera)  | A     | Flavia Fancellu     |
| 11 | Italia (bandiera)  | A     | Lisa Paini          |
| 14 | Italia (bandiera)  | C     | Viola Brambilla     |
| 16 | Italia (bandiera)  | P     | Giulia Limardi      |
| 17 | Italia (bandiera)  | A     | Eleonora Galli      |
| 19 | Francia (bandiera) | D     | Sara Ventura        |

| N. |                        | Ruolo | Calciatrice                   |
| -- | ---------------------- | ----- | ----------------------------- |
| 20 | Italia (bandiera)      | D     | Vittoria Gallina              |
| 21 | Italia (bandiera)      | C     | Alessia Marchetti             |
| 22 | Italia (bandiera)      | A     | Martina Tamburini             |
| 23 | Italia (bandiera)      | D     | Nicole Ciavatta               |
| 25 | Stati Uniti (bandiera) | D     | Julia Saveria Weithofer       |
| 26 | Italia (bandiera)      | D     | Gloria Magni                  |
| 27 | Italia (bandiera)      | A     | Sofia Pirini                  |
| 29 | Italia (bandiera)      | D     | Elisa Crevacore               |
| 30 | Italia (bandiera)      | C     | Swami Giuliani                |
| 44 | Italia (bandiera)      | C     | Giorgia Miotto                |
| 45 | Italia (bandiera)      | A     | Raffaella Barbieri (capitano) |

### Staff tecnico
Staff tecnico aggiornato alla stagione 2024-2025.
- Francesco Baldarelli - Allenatore
- Antonio Censi - Allenatore in seconda
- Diego Pratelli - Preparatore dei portieri
- Elena Baiardi - Preparatore atletico
- Matteo Aluigi - Fisioterapista
- Gian Marco Pedrazzi - Medico
- Yesica Menin - Team manager
- Daniel Bondavalli - Dirigente
- Angelo Novelli - Dirigente
- Filippo Moschini - Match analyst

## Attività calcistica maschile
La federazione, tramite la San Marino Academy, promuove il calcio giovanile tramite una serie di formazioni, dalla U13 alla U19 che militano nei campionati regionali italiani. Per la prima volta nella storia, nella stagione 2020/21 la formazione U19 parteciperà ad un campionato nazionale italiano, il Primavera 3.